# Donald à la plage
Pour plus de détails, voir Fiche technique et Distribution.
Donald à la plage (titre original : Bee at the Beach) est un court métrage d'animation américain de la série Donald Duck réalisé par Jack Hannah pour les studios Disney et sorti en 1950.

## Synopsis
Donald passe une journée à la plage. En allant se baigner, il écrase, inonde puis finit par ensabler une abeille qui ne demandait qu'à bronzer tranquillement…

## Fiche technique
- Titre original : Bee at the Beach
- Titre français : Donald à la plage
- Autres titres[1] :
  - Finlande : Rantapörriäinen
  - Suède : Kalle Anka i plurret / Kalle Anka på stranden
- Série : Donald Duck
- Réalisation : Jack Hannah
- Scénario : Bill Berg et Nick George
- Layout : Yale Gracey
- Décors : Ralph Hulett
- Animation : Bill Justice, Volus Jones, Bob Carlson et Judge Whitaker
- Effets d'animation  : Jack Boyd
- Musique : Joseph Dubin
- Production : Walt Disney
- Société de production : Walt Disney Productions
- Société de distribution : RKO Radio Pictures
- Pays :   États-Unis
- Langue : anglais
- Format : couleur (Technicolor) - 35 mm - 1,37:1 - son mono (RCA Sound System)
- Durée : 6 min
- Dates de sortie : 
  - États-Unis : 13 octobre 1950

## Distribution

### Voix originales
- Clarence Nash : Donald Duck

### Voix françaises
- Sylvain Caruso : Donald Duck (redoublage)